# Piazza Giovanni Verga
Piazza Giovanni Verga è un'importante e centrale area pubblica della città di Catania.
La piazza, di forma quadrata, è attraversata dal corso Italia che la divide in due parti uguali. Il lato nord è delimitato dal frontale del Palazzo di Giustizia, quello sud dalla facciata principale dell'hotel Excelsior e i lati est ed ovest da due lunghe vie, che la attraversano e che cambiano nome in corrispondenza di essa. Al centro della sezione sud della piazza si trova la monumentale fontana dei Malavoglia.

## Storia

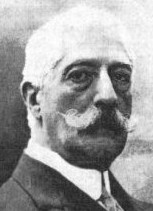
Giovanni Verga

L'intitolazione alla memoria dello scrittore e fotografo Giovanni Verga avvenne solo in pieno XX secolo. In precedenza la piazza, del tutto periferica rispetto alla città era un vero e proprio campo di addestramento militare e portava il generico nome di "piazza d'Armi". La piazza aveva un'estensione maggiore dell'attuale ed era di forma rettangolare.
Nei primi anni del XX secolo venne scelta per allestirvi l'importante "Esposizione agricola siciliana del 1907" e in seguito a ciò la piazza venne ribattezzata "piazza Esposizione" nome rimasto nella memoria popolare fino a tempi recenti. L'incarico dell'allestimento delle strutture che avrebbero ospitato l'esposizione venne affidato all'ingegnere Luciano Franco che realizzò le opere, nello spirito del primo Novecento catanese, secondo lo stile liberty. Il "Padiglione Reale" fu realizzato da Salvatore De Gregorio, mentre Alessandro Abate si occupò di decorare il Vestibolo, in corrispondenza del quale si stagliava la cupola del Grande Ottagono. Le decorazioni di Abate raffiguravano scene di lavoro dei contadini etnei, colti dalla grazia divina della dea Cerere. Da qui si aveva accesso al giardino, abbellito da diversi chioschi, posizionato al centro, dal quale era possibile addentrarsi nei quattro padiglioni, introdotti da archi. Il chiosco Inserra di Tommaso Malerba, riconosciuto come un capolavoro, andò distrutto.

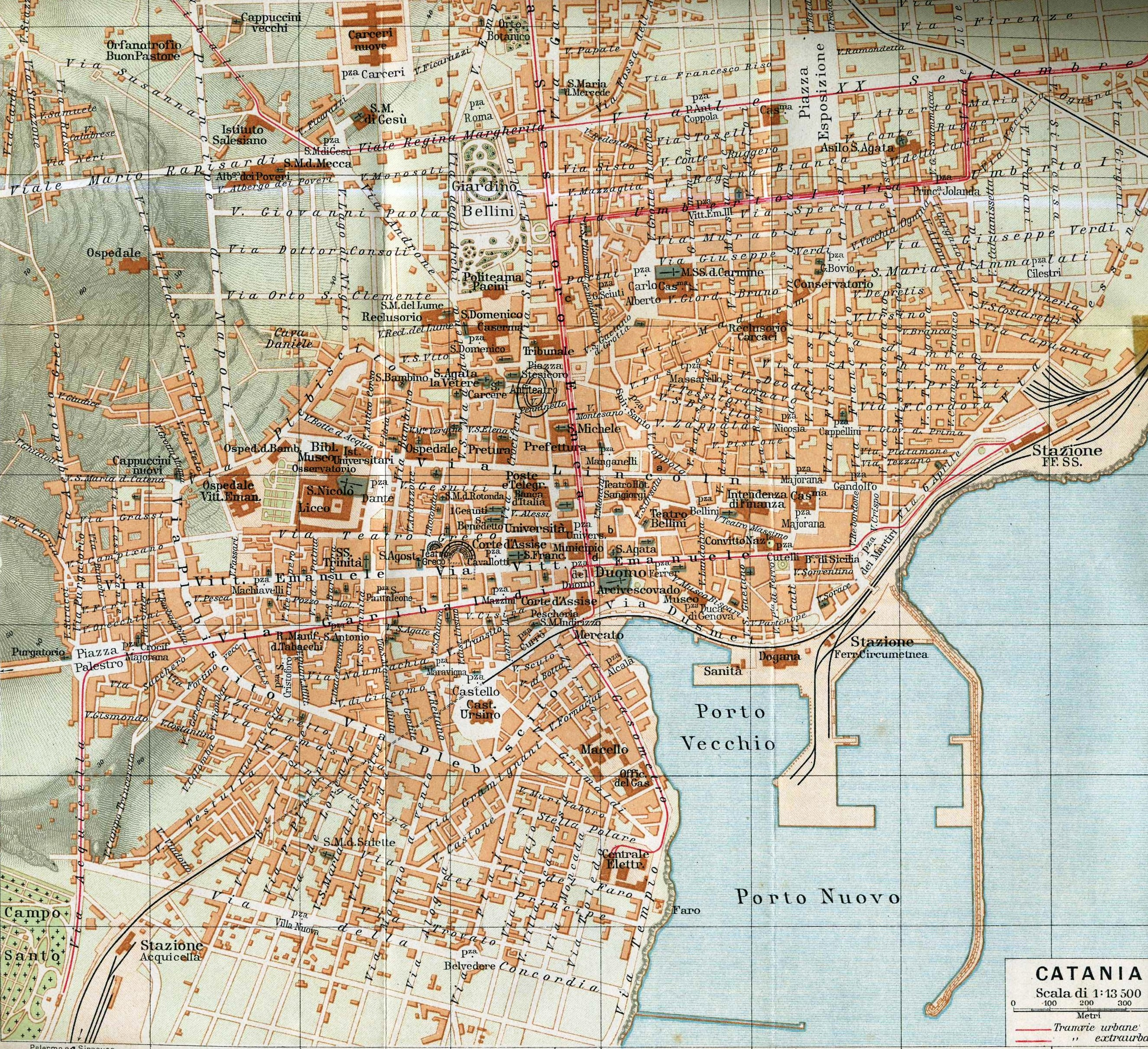
Mappa cittadina dei primi anni del XX secolo nella quale risulta già apposto il nome di piazza Esposizione alla vecchia "piazza d'armi"

Nel 1936, sul lato nord della piazza, ebbero inizio i lavori di costruzione del maestoso Palazzo di Giustizia (terminati nel 1953) a cui si accede per mezzo di un'imponente scalinata in basalto lavico dominata da una statua in bronzo raffigurante la dea della giustizia, con bilancia e spada nelle mani, posta all'ingresso. La statua, alta sette metri e mezzo, fu scolpita da Mimì Maria Lazzaro nel 1953 e trasferita e posizionata tra i pilastri dell'ingresso nel 1955 a cura del Genio civile. Sul lato a sud-ovest, fu realizzata una caserma dei Carabinieri al posto della vecchia caserma.
La piazza acquisì progressivamente sempre più importanza in seguito all'espansione della città verso nord.
Nel 1975 al centro della parte sud della piazza, di fronte all'attuale palazzo dell'hotel Excelsior, venne posizionata la fontana dei Malavoglia; questa incorpora un complesso scultoreo di grande impatto emotivo, una delle ultime opere dello scultore catanese Carmelo Mendola (1895-1976), che rappresenta il naufragio della "Provvidenza" scena chiave del racconto verista verghiano I Malavoglia.